# Screven megye
Screven megye az Amerikai Egyesült Államokban, azon belül Georgia államban található. Megyeszékhelye és legnagyobb városa Sylvania. Lakosainak száma 14 067 fő (2020. április 1.). Screven megye Allendale, Bulloch, Hampton, Effingham, Jenkins és Burke megyékkel határos.

## Népesség
A megye népességének változása:
| Lakosok száma | 14 512 | 14 400 | 14 219 | 14 240 | 14 162 | 14 067 |
|               | 2010   | 2011   | 2012   | 2013   | 2015   | 2020   |